# István Erdélyi (Archäologe)
István Ferenc Erdélyi (* 28. August 1931 in Nagyvárad; † 7. April 2020) war ein ungarischer Archäologe und Historiker.

## Leben und Wirken
István Erdélyi war der Sohn eines Postbeamten. Die Familie ging 1944 nach Szentendre, wo István Erdélyi 1950 das Gymnasium absolvierte. Er studierte Geschichtswissenschaft an der Eötvös-Loránd-Universität Budapest unter anderem bei Gyula László, legte 1955 das Staatsexamen ab und erhielt für eine Arbeit über den Friedhof in Jánoshida im Kleingebiet Jászberény ein Diplom für Mittelalterarchäologie. Von 1955 bis 1959 ging er zu einem Aufbaustudium in die Sowjetunion nach Leningrad. Dort nahm er an Expeditionen in sechs Unionsrepubliken teil, unter anderem nach Pskow und an die untere Wolga. 1957 war er an der Ausgrabung eines Friedhofes aus dem 11. Jahrhundert beteiligt. 1959 wurde er mit einer Arbeit über die Magyaren in Levédia zum „Kandidat Nauk“ (Kandidat der Wissenschaften) promoviert.
Von 1959 bis 1991 arbeitete er in der archäologischen Forschungsgruppe der Ungarischen Akademie der Wissenschaften, die später in ein Forschungsinstitut umgewandelt wurde. In dieser Zeit forschte er zweieinhalb Jahre als leitender Mitarbeiter am Archäologischen Institut der Akademie der Wissenschaften der UdSSR in Moskau. 1975 rief er die erste sowjetisch-ungarische archäologische Expedition ins Leben, die bis 1983 sieben Ausgrabungen in der Region des Don und in Ungarn beim Binnenkastell Keszthely-Fenékpuszta, in Csolnok im Komitat Komárom-Esztergom und in Herpály im Komitat Hajdú-Bihar durchführte. 1976 erhielt er den „Doktor Nauk“ (Doktor der Wissenschaften) der Akademie für die Arbeit Az Avarság és Kelet a régészeti források tükrében, die 1982 in Buchform veröffentlicht wurde. 
Ab 1984 unterrichtete er an verschiedenen Abteilungen der Eötvös-Loránd-Universität Budapest, 1985 erhielt er den Titel Universitätsprofessor. Ab 1991 lehrte er außerdem an der Geschichtsabteilung der Kunstgesellschaft in Miskolc ungarische Ur- und Frühgeschichte und Archäologie. 1991 bis 1999 war er an Ausgrabungen zu Stätten des 9. bis 11. Jahrhunderts in Panyola im Kleingebiet Fehérgyarmat beteiligt. Zwischen 1961 und 1990 nahm er als Leiter der ungarischen Arbeitsgruppe an Ausgrabungen in der Mongolei teil.
1993 beteiligte er sich auf Einladung von Bischof Loránt Hegedüs an der Gründung der Reformierten Universität „Károli Gáspár“ in Budapest, wo er ungarische Ur- und Frühgeschichte und Archäologie unterrichtete und später das Institut für Geschichte leitete. 1996 habilitierte er sich an der Eötvös-Loránd-Universität. 1998 verließ er die Reformierte Universität und lehrte an der Eötvös-Loránd-Universität Vorgeschichte der Mongolei und Innerasiens. 1999 lehrte er zwei Semester am Asien-Zentrum der Universität Pécs Ur- und Frühgeschichte Sibiriens und der Mongolei.

## Schriften
- A jánoshidai avarkori temető. Budapest 1958 (online).
- Az avarság és Kelet a régészeti források tükrében. Akadémiai Kiadó, Budapest 1982, ISBN 978-963-05-2705-7.

Auf Deutsch sind erschienen:
- Die Kunst der Awaren. Corvina, Budapest 1966, DNB 456552731.
- Selkupisches Wörterverzeichnis. Tas-Dialekt. Akadémiai Kiadó, Budapest 1969, DNB 573025673. Neuauflage: Mouton, Den Haag 1970.
- mit Ojtozi Eszter, Wladimir F. Gening: Das Gräberfeld von Newolino. Ausgrabungen von A. V. Schmidt und die archäologische Kama-Expedition. Akadémiai Kiadó, Budapest 1969, DNB 363711317.
- mit Ágnes Salamon: Das völkerwanderungszeitliche Gräberfeld von Környe. Akadémiai Kiadó, Budapest 1971, DNB 458003816.
- (Hrsg.): Ostjakische Heldenlieder. Aus József Pápays Nachlass. Akadémiai Kiadó, Budapest 1972, DNB 730094227.